# Diocèse de Tenkodogo
Le diocèse de Tenkodogo (en Latin : Dioecesis Tenkodogoënsis) est un diocèse catholique du Burkina Faso, suffragant de l'archidiocèse de Koupéla. Le siège épiscopal est occupé depuis le 6 février 2025 par David Koudougou.

## Territoire
Le diocèse comprend les provinces de Boulgou et Koulpélogo.
Le siège de l'évêché est la ville de Tenkodogo où se trouve la cathédrale Marie-Reine.
Le territoire est divisé en douze paroisses.

## Histoire
Le diocèse a été érigé le 11 février 2012 avec la bulle Ad aptius provehendam du pape Benoît XVI, à partir de territoire de l'archidiocèse de Koupéla et du diocèse de Fada N'Gourma (de).

## Chronologie des évêques
- Prosper Kontiebo, M.I. (11 février 2012 - 16 octobre 2023), nommé archevêque de Ouagadougou
- David Koudougou (depuis le 6 février 2025)

## Statistiques
| Année | Baptisés | Population totale | %    | Prêtres | Prêtres séculiers | Prêtres réguliers | Catholiques par prêtre | Diacres | Religieux | Religieuses | Paroisses |
| ----- | -------- | ----------------- | ---- | ------- | ----------------- | ----------------- | ---------------------- | ------- | --------- | ----------- | --------- |
| 2012  | 138.212  | 954.377           | 14,5 | 50      | 50                |                   | 2.764                  |         |           | 26          | 9         |
| 2014  | 95.514   | 794.000           | 12,0 | 28      | 25                | 3                 | 3.411                  |         | 4         | 32          | 9         |
| 2017  | 106.200  | 868.700           | 12,2 | 30      | 28                | 2                 | 3.540                  |         | 3         | 56          | 9         |
| 2020  | 160.164  | 1.027.000         | 15,6 | 33      | 28                | 5                 | 4.853                  |         | 10        | 51          | 10        |
| 2022  | 192.352  | 1.394.751         | 13,8 | 35      | 28                | 7                 | 5.495                  |         | 12        | 65          | 12        |

## Sources
- Annuaire pontifical de 2015 et antérieur, sur catholic-hierarchy
- (fr) Site officiel du diocèse
- (la) « CONSTITUTIO APOSTOLICA »